# Tonghu
Tonghu és un districte de la Mongòlia Interior (República Popular de la Xina) a uns 18 km al nord-oest del comtat de Zhongwei a la Lliga Alxa de la Mongòlia Interior. La pradera de Tonghu és un lloc turístic rodejat de dunes amb herba verda, aire pur i nombroses aus migratòries. Està ple de tendes mongoles blanques i és molt representatiu de la cultura mongola. El seu nom deriva d'un poble nòmada que va habitar la regió al segle iii aC.